# Mi amigo Dahmer
Mi amigo Dahmer (en inglés: My Friend Dahmer), es una película biográfica estadounidense de 2017, dirigida por Marc Meyers y basada en la novela gráfica del mismo nombre de Derf Backderf. Fue estrenada el 21 de abril de 2017 en el Festival de Cine de Tribeca, y en los cines el 3 de noviembre del mismo año.
La película recibió reseñas generalmente positivas, con una calificación de 87% en Rotten Tomatoes.

## Sinopsis
My Friend Dahmer narra la vida del asesino en serie Jeffrey Dahmer en sus años de secundaria, previo a su primer asesinato.

## Argumento
En 1974, Jeffrey Dahmer es un estudiante de primer año de secundaria que vive en Bath, Ohio, con sus padres, Lionel y Joyce, y su hermano menor Dave. Jeffrey desarrolla una obsesión con un corredor que ve todos los días desde su autobús escolar. Como pasatiempo, colecciona animales muertos que disuelve hasta los huesos utilizando productos químicos de su padre, que es químico. Esta afición se inicia por su interés obsesivo en cómo se "encajan" los animales.
En 1978, Lionel destroza la colección de huesos de Jeffrey y le ordena que haga amigos en la escuela. Durante la escuela, Jeffrey imita el discurso y los gestos del diseñador de interiores de su madre (que tiene parálisis cerebral), captando la atención del aspirante a artista John "Derf" Backderf y sus amigos. Jeffrey inspira a Derf a dibujarlo en diversas situaciones; dibujos que luego se incorporarían a la novela gráfica de Derf My Friend Dahmer. Derf y sus amigos forman el "Club de fans de Dahmer", utilizando a Jeffrey para una variedad de bromas (conocidas como "Hacer un Dahmer"), como incluirlo en cada foto del anuario y estafar para llegar a una reunión con Vicepresidente Walter Mondale durante un viaje escolar a Washington D. C..
Joyce comienza a recaer en una enfermedad mental crónica, lo que lleva a peleas cada vez más amargas entre ella y Lionel. Para afrontar la situación, Jeffrey recurre al beber mucho y comienza a matar animales. El corredor con el que está obsesionado resulta ser el Dr. Matthews, el médico de uno de los amigos de Derf. Jeffrey finge un resfriado para poder concertar una cita con él y poder examinar a Jeffrey desnudo. El Dr. Matthews se siente incómodo cuando nota que Jeffrey tiene una erección. En casa, Jeffrey se masturba ante el incidente y fantasea con tener relaciones sexuales con el cadáver del Dr. Matthews. Comienza a acechar al Dr. Matthews con un bate de béisbol, pero nunca llega a atacarlo.
El padre de Jeffrey se muda. Jeffrey intenta mantenerse conectado con sus amigos pero finalmente se aleja de ellos. En la graduación, Lionel le entrega a Jeffrey las llaves del Volkswagen Beetle familiar que luego usaría para cometer su primer asesinato. Sin que Lionel lo sepa, Joyce deja Ohio para vivir con familiares en Wisconsin, llevándose a Dave con ella y dejando a Jeffrey completamente solo.
Esa noche, Derf ve a Jeffrey caminando a casa con sangre en las uñas. Derf le ofrece llevarlo y lo encuentra viviendo solo y sin planes para el futuro. Derf le dice que se irá a la universidad y le ofrece sus dibujos de Jeffrey, que Jeffrey rechaza. Jeffrey invita a Derf a tomar una cerveza, pero él lo rechaza. Mientras Derf regresa a su auto, Jeffrey finge golpearlo con un bate de béisbol, pero lo deja. Mientras Derf conduce a casa, se da cuenta del bate. Jeffrey nunca vuelve a tener contacto con sus amigos de la secundaria.
Dos semanas después, Jeffrey recoge al autoestopista Steven Hicks. Los créditos finales señalan que nunca se volvió a ver a Hicks y Jeffrey Dahmer admitió haber matado a 17 hombres cuando finalmente fue arrestado en 1991.

## Elenco
- Ross Lynch como Jeffrey Dahmer. John Backderf ("Derf"), el autor de la novela gráfica, se mostró entusiasta en la unión de Lynch a la película, indicando: "Creo que no va a ser posible ver al ídolo adolescente en este papel".[4]
- Alex Wolff como Derf.
- Vincent Kartheiser como Dr. York.
- Anne Heche como Joyce Dahmer.
- Dallas Roberts como Lionel Dahmer (padre de Jeffrey).

## Producción
El guion apareció en 2014 en la lista conocida como Black List. El proyecto comenzó en julio de 2016, con Ross Lynch interpretando a un Dahmer adolescente. Tiempo después, Alex Wolff, Vincent Kartheiser y Anne Heche se unirían al reparto, con Heche interpretando a la madre de Dahmer. La película fue filmada en Akron, Ohio, la ciudad natal de Dahmer. La casa donde creció fue usada en parte de la filmación.